# Сунсари (район)
Сунсари (непальск. सुनसरी जिल्ला) — один из 75 районов Непала. Входит в состав зоны Коси, которая, в свою очередь, входит в состав Восточного региона страны.
Граничит с районами Удаяпур и Саптари зоны Сагарматха (на западе), районом Дханкута (на севере), районом Моранг (на востоке) и индийским штатом Бихар (на юге). До 1962 года Сунсари был частью района Моранг, однако, после реформы административно-территориального деления стал отдельным районом.
Население по данным переписи 2011 года составляет 763 487 человек, из них 371 229 мужчин и 392 258 женщин. По данным переписи 2001 года население насчитывало 625 633 человека.